# Fly...Trouble
Fly...Trouble – album koncertowy Elvisa Presleya, składający się z utworów nagranych 8 czerwca 1975 w Jackson w MS. Został wydany w 2004 roku.  

## Lista utworów
1. "I Got a Woman – Amen (tylko koniec)"
2. "Love Me"
3. "If You Love Me"
4. "Love Me Tender"
5. "All Shook Up"
6. "Teddy Bear – Don’t Be Cruel"
7. "Hound Dog"
8. "The Wonder of You (brakuje pierwszego wersu)"
9. "Burning Love"
10. "Band Intros"
11. "T-R-O-U-B-L-E"
12. "Why Me Lord"
13. "How Great Thou Art (z 2 powtórkami)"
14. "Let Me Be There (brakuje pierwszego wersu)"
15. "Funny How Time Slips Away (z powtórką)"
16. "Little Darlin'"
17. "Mystery Train - Tiger Man"
18. "Fever (tylko 2 falstarty)"
19. "Can’t Help Falling in Love"
20. "Closing Vamp (tylko część)"